# Apărarea Austriei
Austria este o țară neutră din punct de vedere militar (începând cu 1955), neimplicată în alianțe militare, menținându-și o armată redusă, care primea în 2004 doar 0,9% din Produsul Intern Brut.